# الكسندر بتروف
الكسندر بتروف (بالروسية: Александр Дмитриевич Петров)‏ هو متزلج فني روسي، ولد في 26 أبريل 1999 في سانت بطرسبرغ في روسيا.

## وصلات خارجية
- الكسندر بتروف على موقع الاتحاد الدولي للتزلج (الإنجليزية)